# 埃米利娅·埃尔契奇
埃米利娅·埃尔契奇（1962年6月14日—），塞尔维亚女子手球运动员。她曾代表南斯拉夫国家队参加1984年夏季奥林匹克运动会手球比赛，获得一枚金牌。